# Кинан ап Маредид
Кинан ап Маредид (валл. Cynan ap Maredudd; казнен в 1295 году) — сын Маредида, правителя Дрислуина. Его брат, Рис ап Маредид, был предводителем восстания в 1283—1291 годах и был казнен 2 июня 1292 года. В 1294 году началось восстание под предводительством Мадога Гвинедского. Кинан был в числе тех кто примкнул к Мадогу. Кинан участвовал в осадах замка Буилт и Кефнллис. Летом 1295 года Кинан был захвачен, увезён в Херефорд и там же казнен. Его дочь Гвенллиан вышла замуж за Грифида Ллойда.